# One For The Kids
One For The Kids – album muzyczny grupy Yellowcard wydany w 2001 roku przez Lobster Records.

## Lista utworów
1. "* struck" – 2:47 (często pisane jako "Star Struck")
2. "Drifting" – 3:28
3. "Something of Value" – 3:30
4. ""Trembling" – 2:26
5. "Sureshot" – 3:18
6. "Big Apple Heartbreak" – 3:43
7. "Cigarette" – 3:52
8. "October Nights" – 3:29
9. "Rock Star Land" – 3:39
10. "For Pete's Sake" – 3:51
11. "A.W.O.L." – 3:00
12. "Rough Draft" – 4:12 (dodatkowa ścieżka)
13. "Untitled (Hidden Track)" -1:59 (cisza)
14. "Untitled (Hidden Track)" – 0:56